# Carrhotus barbatus
Carrhotus barbatus là một loài nhện trong họ Salticidae.
Loài này thuộc chi Carrhotus. Carrhotus barbatus được Ferdinand Karsch miêu tả năm 1880.